# ماركو بانتاني
ماركو بانتاني (بالإيطالية: Marco Pantani)‏ (مواليد 13 يناير 1970 - الوفاة 14 فبراير 2004) كان دراج إيطالي في صنف سباق الدراجات على الطريق. سبق أن شارك في دورة الألعاب الأولمبية الصيفية.

## سباقات فاز بها
- طواف فرنسا

## التصنيف
| السنة     | 1994 | 1995 | 1996 | 1997 | 1998 | 1999 |
| --------- | ---- | ---- | ---- | ---- | ---- | ---- |
| تصنيف UCI | 26   | 34   | -    | 26   | 4    | 27   |
|           |      |      |      |      |      |      |
| مصدر: UCI |      |      |      |      |      |      |

### سباقات أو مراحل فاز بها
| التاريخ       | السباق                                | المركز                                                                                            |
| ------------- | ------------------------------------- | ------------------------------------------------------------------------------------------------- |
| 01 يناير 1990 | طواف إيطاليا للدراجات تحت 23 سنة 1990 |                                                                                                   |
| 01 يناير 1991 | طواف إيطاليا للدراجات تحت 23 سنة 1991 |                                                                                                   |
| 26 يونيو 1992 | طواف إيطاليا للدراجات تحت 23 سنة 1992 |                                                                                                   |
| 09 أبريل 1993 | طواف إقليم الباسك 1993                | المرتبة 19 في التصنيف العام                                                                       |
| 01 يناير 1994 | طواف إيطاليا 1994                     | الثاني في التصنيف العام، الثاني في تصنيف أفضل شاب، الثالث في تصنيف الجبال، السادس في تصنيف النقاط |
| 24 يوليو 1994 | سباق طواف فرنسا 1994                  | الثالث في التصنيف العام                                                                           |
| 01 يناير 1995 | بولينورماند 1995                      |                                                                                                   |
| 01 يناير 1995 | سباق الطريق في بطولة العالم 1995      |                                                                                                   |
| 16 أبريل 1995 | لييج-باستون-لييج 1995                 | المرتبة 18 في التصنيف العام                                                                       |
| 23 يوليو 1995 | سباق طواف فرنسا 1995                  | المرتبة 13 في التصنيف العام                                                                       |
| 11 أبريل 1997 | طواف إقليم الباسك 1997                | الثالث في التصنيف العام، الخامس في تصنيف الجبال                                                   |
| 01 يناير 1998 | طواف إيطاليا 1998                     | الأول في التصنيف العام، الأول في تصنيف الجبال، الثاني في تصنيف النقاط                             |
| 01 يناير 1998 | 1998 Circuit de l'Aulne               |                                                                                                   |
| 08 مارس 1998  | فولتا مورسيا 1998                     |                                                                                                   |
| 02 أغسطس 1998 | سباق طواف فرنسا 1998                  | الأول في التصنيف العام                                                                            |
| 07 مارس 1999  | فولتا مورسيا 1999                     |                                                                                                   |
| 29 أبريل 1999 | جيرو ديل ترينتينو 1999                |                                                                                                   |

## روابط خارجية
- ماركو بانتاني على موقع IMDb (الإنجليزية)
- ماركو بانتاني على موقع ديسكوغز (الإنجليزية)

- ماركو بانتاني على موقع أرشيف الدراجات (الإنجليزية)
- ماركو بانتاني على موقع إحصائيات الدراجات الإحترافية (الإنجليزية)
- ماركو بانتاني على موقع نسبة الدراجات (الإنجليزية)
- ماركو بانتاني على موقع CycleBase (الإنجليزية)
- ماركو بانتاني على موقع أوليمبيديا (الإنجليزية)
- ماركو بانتاني على موقع CONI honoured athlete website (الإيطالية)